# Callicebus torquatus
Callicebus torquatus là một loài động vật có vú trong họ Pitheciidae, bộ Linh trưởng. Loài này được Hoffmannsegg mô tả năm 1807.